# 夏娃之子
《夏娃之子》（日语：イブの息子たち）是日本漫畫家青池保子創作的日本漫畫作品。於秋田書店漫畫雜誌《月刊Princess》1976年1月至1979年8月期間進行不定期連載，單行本全7卷。本作隨著世界上有名的歷史人物及作者的博學及搞笑才能而生，可見作者構成故事實力的作品；可以說是接續之後完全展現本格青池作品特色的浪漫英雄的轉折點。
因為使用了相當多歷史及新聞事件、各國文化思想、日文本身雙關語等要素，因此如果不知道這些背景設定的話，很難對本作品產生共鳴，但如果能深入瞭解這裡面每個角色的故事以及出場的用意的話會非常佩服作者構成本作的功力。
另外連載結束時，雖然作者在當時寫了有後續發展，也有中途停止連載的紀錄，但是照作者自己所言，因為覺得讓希特勒不是真正開玩笑式的在本作登場很有罪惡感，所以實際上已經結束連載了。
在番外篇裡也有浪漫英雄世界並行演出的「GOOD COMPANY」「囚犯-69」、以及秋田書店出品的轟動漫畫改編作品宇宙戰艦大和號徹底喜劇化的番外篇「宇宙帆船武藏號」等等。

## 劇情簡介
英國的青年喜斯、賈斯汀、巴吉魯三人組，在某天被天使多吉耶魯告知他們是「威羅烈族」的一員，威羅烈族是多吉耶魯用了夏娃的肋骨所做出、只有男性的一族，他們很多都是世界上有名的歷史人物，某些被揀選的人在一段時間內會經由性轉換成女人，在那段時間內結婚生子維繫一族的生產力（但「被選上的人會經由性轉換成女人」這個設定只出現在第一部，第二部之後威羅烈族就變成單純的同性戀集團）。而這三人組總是被莫名其妙的召喚到異空間中，和威羅烈族及與他們為敵的女人們捲入瘋狂的騷動中。

## 登場人物
本條目中所提及的人名或專有名詞採用官方長鴻出版社翻譯，有錯翻或非常用人名及專有名詞翻譯會視情況變更。

### 主要人物
巴吉魯·華特
詩人，擁有「連大猩猩也能征服」、將凝視的對象完全變為自己俘虜的眼力，三人中最具有同性戀嗜好的人，常常讓沒有此癖好的賈斯汀因此落荒而逃。喜歡黑髮的美形男子。因為留著像菇類的髮型因此常被戲稱是「磨菇頭」。
「連大猩猩也能征服」的眼力是受到浪漫英雄的耶貝魯巴哈少佐刺激而拼命練習而成的。
賈斯汀·雷
擁有大人氣的搖滾歌手，登場人物中唯一不是同性戀者的人，在故事中常被巴吉魯玩弄。有著容易被欺負的氣質的關係，經常變成威羅烈族變態角色追逐的對象。連載中常被戲稱是「白痴美」（現在變更為「幼稚美」）。在番外篇「GOOD COMPANY」裡被捲入東西德情報機關的混戰中，喜歡上為了取得情報而女裝接近他的部下G（浪漫英雄裡耶貝魯巴哈少佐的部下），還奪走了他的初吻，是部下G成為同性戀者的遠因。
有一說指出他的原型來自於1970年代的樂團The Moody Blues裡的美形團員Justin Hayward。
喜斯·伊安頌
演奏時常破壞鋼琴、長髮肉體派的鋼琴家。以體力勝負的肉搏戰而活躍的熱情男子，總是以溫柔寬容的態度對待巴吉魯和賈斯汀，在巴吉魯戲弄賈斯汀時也常有保護賈斯汀的舉動。因為有著一張長臉所以常被取笑是「馬臉」，有被動物系角色喜歡上的傾向，尤其是會變身成天鵝的芭蕾舞者尼金斯基，直到系列作終盤還是對他緊追不捨。
有一說他的原型來自1970年代的樂團Emerson, Lake & Palmer的團員Keith Emerson。

### 引導夏娃之子三人組的天使們
天使多吉耶魯
天地創造之時身為神的助手，卻犯下以夏娃的肋骨做出男人的錯誤，這即是威羅烈族的起源。威羅烈，是玫瑰色，介於紅與白之間，介於男女之間的人類。
天使烏吉耶魯、哈吉耶魯、馬吉耶魯、姆基耶魯、蘭耶魯&絲耶魯&米綺耶魯
引導夏娃之子三人組到各個莫名其妙的異世界的天使們，在本作設定裡天使的名尾都有耶魯（エル）。烏吉音同日文的蛆（ウジ），登場時穿著有蛆圖案的西裝；哈吉則是羞恥（ハジ），總是扭扭捏捏的出現；自稱認真負責的好天使的馬吉耶魯的マジ則是日文的認真「真面目（マジメ）」（所以變成墮天使的時候改名叫「フマジエル」），姆基耶魯因為是「唯一的肉體派天使」，所以用了形容肉感的「ムチムチ」取名。蘭耶魯&絲耶魯&米綺耶魯是三胞胎天使，（名字來自活躍於日本1970年代三人女子偶像團體「キャンディーズ(Candies)」）登場時裝扮成歡樂滿人間的保母包萍的招牌模樣從天空降下，之後也以各種愚蠢的女裝出現在夏娃之子三人組面前。

### 各卷登場的角色
- 1卷

亞歷山大大帝
威羅烈一族居住地「雅特蘭提斯大陸」的支配者，想得到賈斯汀而不斷的追求他、被叫做「變態大帝」。身邊一直帶著翻譯員摩西。
帕里斯
歷史上造成特洛伊戰爭的王子。在與「雅特蘭提斯大陸」對立、只有女人居住的「母大陸」上唯一的男性，最初以為賈斯汀是女人而對他展開追求，不過後來因為巴吉魯的影響成為同性戀者，最後與多吉耶魯共度此生。
貝雅多莉伽
住在「母大陸」的楚楚可憐的少女，與賈斯汀兩情相悅，在系列作中，唯一「普通」的女人（「夏娃之子」系列中基本上「女人都是怪物」）。後做了波賽頓的女人。
玫瑰之海
相撲專家，由第一集開始擔任本作混戰時的解說員角色。
波賽頓
其他雅特蘭提斯的男人
摩西、大衛·鮑伊、明智小五郎、玉三郎、漢尼拔、自來也、大蛇丸、小林少年、蒙面俠蘇洛
其他母大陸的女人
克蕾歐帕特拉（埃及豔后）、特洛伊的海倫、楊貴妃、怪人二十四面相
- 2卷

尼金斯基
以皺著眉頭的表情登場、充滿了苦惱的芭蕾舞者（女裝），有著接觸到月光就會變身成天鵝的能力，愛上了喜斯（瓦斯拉夫·弗米契·尼金斯基本人曾說過「如果可以的話想轉生成馬」的關係），系列中登場時一定會有的台詞是「喜斯，看我...」
另外，在中文版「夏娃之子」中，譯者將原文的ニジンスキー錯譯為音樂家柴可夫斯基，正確應該是芭蕾舞家尼金斯基。
月光面具人（月光假面）
來源是初代特攝英雄月光假面，在本作裡幾乎沒有台詞（不過曾唱過月光假面主題曲「月光仮面は誰でしょう」），通常出現在尼金斯基背景上的月亮旁，主導尼金斯基及成吉思汗變身關鍵的人物。登場時的動作常是奇妙的性感（？）動作，還曾經有裸體（？）毛布，不過一般來說是騎著腳踏車出現（真正的月光假面騎摩托車的關係）。
日本武尊
住在「伊甸之西」，有著長黑髮的美青年，宿敵為貞德。雖然和巴吉魯互相有意，但因他的榮譽心而最後沒有結果。
中文版「夏娃之子」中常譯為「大和猛」或「大和盛」，但一般常見用法為「日本武尊」。
貞德
與伊甸之西對抗的「山陰區」的女首領，心狠手辣又高傲，厭惡男人，唯一的死敵是日本武尊。
中文版錯譯為江奴·達魯克。
其他伊甸之西的男人們
拿破崙、紅傑尼&黑傑尼、阿基米德、阿拉伯的勞倫斯、淀川長治
山上的女人們（？）
卑彌呼（中文版錯譯為妃美子）、莎芙（中文版譯為沙波）、瑪麗蓮夢露、紫式部、阿里巴巴與四十大盜、隆美爾
- 3卷

森蘭丸
日本美少年，跟巴吉魯一樣擁有可以使凝視的對象被征服的眼神，自稱是被虐狂，受到巴吉魯吸引但被拒絕。歷史中蘭丸侍奉的對象織田信長在本作中據蘭丸所說「可能為了避免爭端或是作者覺得麻煩所以他不會出場」。
大佛
住在奧林帕斯、身體無法離開但是可以將嘴唇代表自己移動到別處的好色大佛，作品中常用（巨大的）飛行嘴唇去親裡面登場的美男子角色，番外篇「宇宙帆船武藏號」中大佛的嘴唇被作為武藏號的秘密武器安置在艦首。
成吉斯汗
別名「蒼狼」，建立元帝國的猛將，跟尼金斯基一樣在月光下會變身的人物。身邊總是跟著手下兼情人的李小龍。
- 4卷

阿波羅
地中王國的太陽神，與他的天馬卡溫達克都受到喜斯的吸引。
愛迪生
惡德的瘋狂科學家，其發明的代表作是一個可以貼到任何地方形成穿越性質的「洞」。
莎士比亞、李爾王、哈姆雷特、羅蜜歐
本作中這四人被設定成父子，莎士比亞為父親，其他三人（包括「比莎士比亞自己的年紀還大」的李爾王）是他的兒子。總是以誇張的動作及台詞登場、猶如在演話劇的四人組（不過李爾王幾乎沒有出現在混戰中）；其中莎士比亞和羅蜜歐都愛上巴吉魯，哈姆雷特則是和尼金斯基搶奪喜斯。
- 5卷

亨利八世
膽小沒自信且有被害妄想症的地獄國王，共有六個妻子：達文西、天使姆基耶魯、旗本無聊棉袍男、馬可波羅、哥倫布、無民小卒。
穆罕默德
阿拉的使者，唯一在作品中讓賈斯汀動心的男人。
中文版裡錯譯為馬荷梅特。
北條政子
號稱「尼姑將軍」，天國最強的女丈夫，興趣是健身，每天都要吃各式各樣的營養藥；因為吃了達文西發明的秘藥而變身成尼姑·酷斯拉。
無名小卒
地獄的住人兼達文西的助手，同時也是亨利八世六個妻子之一，與巴吉魯互相吸引，原型是用毒的暴君切薩雷·波吉亞，在作品中直到最後一直稱其為「無名小卒」。
- 6卷

希特勒叔叔
為了得到大眾的支持（雖然本質上實行高壓恐怖政策），聽從戈培爾的話扮成當時各大影響世界的有名人物（甚至動漫畫角色，例如模仿凡爾賽玫瑰的「凡爾賽的希特勒叔叔」、玻璃假面的「希特勒叔叔假面」、網球甜心的「瞄準希特勒叔叔」等等）做出許多諷刺納粹行動的表現。對賈斯汀一見鍾情，為此還不惜出動納粹黨衛隊。
齊格菲
日耳曼民族傳說中的英雄，全身上下刀槍不入，只有背部是唯一的弱點。故事中因瞧不起巴吉魯而被反將一軍。眼神冷淡但是講話相當過激，被其他角色說是淫蟲。
中文版裡被翻譯為吉哥夫里頓。
高杉晉作
所多瑪住民兼希特勒叔叔的護衛官，常識人。
聖德太子
仗勢著日圓優勢，老是用一萬元日幣紙鈔一疊一疊當作砲彈攻擊其他角色的人物；因為連載當時的日幣一萬元日幣人物即為聖德太子而來。喜歡賈斯汀，千方百計的想包養他，「當老稚兒也可以啊，你比花還要美」是他常對賈斯汀威脅利誘時用的台詞。
蝴蝶夫人
來自於歌劇蝴蝶夫人及網球甜心中別名為「蝴蝶夫人」的龍崎麗香的惡搞角色，唱著蝴蝶夫人著名的詠歎調「在那美好的一天」（不過歌詞被改成「我終於看到笨蛋了～～」），接著用網球給男人們必殺的一擊魔球。

### 背景人物
齊柏林飛船
活躍於70年代的搖滾樂團齊柏林飛船，本作裡主唱Robert Plant及吉他手Jimmy Page不時會出現在背景上；青池代表作「浪漫英雄」的主角怪盜浪漫英雄即是以主唱Robert Plant的形象設定，小氣會計師詹姆士的原型則是Jimmy Page的變體（？）。
泰利安·帕西蒙
青池代表作七海鷹豪的主角，本作出現時身邊常帶著部下尼可拉斯；雖然原作中是不擇手段充滿野心的男人，不過在這裡登場時總是正經的做出搞笑舉動。

## 出版書籍
單行本
| 卷数 | 秋田書店   | 秋田書店               |
| 卷数 | 發售日期   | ISBN                   |
| ---- | ---------- | ---------------------- |
| 1    | 1976年6月  | ISBN 978-4-253-07042-3 |
| 2    | 1976年12月 | ISBN 978-4-253-07043-0 |
| 3    | 1977年5月  | ISBN 978-4-253-07044-7 |
| 4    | 1978年1月  | ISBN 978-4-253-07045-4 |
| 5    | 1978年8月  | ISBN 978-4-253-07046-1 |
| 6    | 1979年9月  | ISBN 978-4-253-07047-8 |
| 7    | 1979年11月 | ISBN 978-4-253-07048-5 |

文庫版
| 卷数 | 白泉社        | 白泉社                 |
| 卷数 | 發售日期      | ISBN                   |
| ---- | ------------- | ---------------------- |
| 1    | 1995年9月14日 | ISBN 978-4-592-88181-0 |
| 2    | 1995年9月14日 | ISBN 978-4-592-88182-7 |
| 3    | 1995年9月14日 | ISBN 978-4-592-88183-4 |

新裝版
| 卷数 | 秋田書店       | 秋田書店               |
| 卷数 | 發售日期       | ISBN                   |
| ---- | -------------- | ---------------------- |
| 1    | 2013年11月15日 | ISBN 978-4-253-27161-5 |
| 2    | 2013年12月16日 | ISBN 978-4-253-27162-2 |
| 3    | 2014年1月16日  | ISBN 978-4-253-27163-9 |
| 4    | 2014年2月14日  | ISBN 978-4-253-27164-6 |
| 5    | 2014年4月16日  | ISBN 978-4-253-27165-3 |